# Liste der Monuments historiques in Maâtz
Die Liste der Monuments historiques in Maâtz führt die Monuments historiques in der französischen Gemeinde Maâtz auf.

## Liste der Immobilien
| Bezeichnung    | Beschreibung           | Standort              | Kennzeichnung | Schutzstatus | Datum | Bild |
| -------------- | ---------------------- | --------------------- | ------------- | ------------ | ----- | ---- |
| Friedhofskreuz | Stein, bezeichnet 1773 | Rue Principale (Lage) | PA00079142    | Classé       | 1925  |      |

## Liste der Objekte
| Bezeichnung | Beschreibung                                                                                           | Standort                       | Kennzeichnung | Schutzstatus | Datum | Bild |
| ----------- | --- | ------------------------------ | ------------- | ------------ | ----- | ---- |
| Kruzifix    | Holz, farbig gefasst, 18. Jahrhundert                                                                  | in der Kirche St-Martin (Lage) | PM52001796    | Inscrit      | 1974  |      |
| Pietà       | mit Architekturnische, bekrönt von einer Skulptur von Gottvater; Holz, farbig gefasst, 17. Jahrhundert | in der Kirche St-Martin (Lage) | PM52000881    | Classé       | 1971  |      |